# Sally Högström
Sally Högström, (født 10. august 1863, død 7. juni 1939), var en svensk lærer og pioner inden for gymnastikundervisningen for kvinder og en central figur i svensk gymnastikkredse. Hun var også den, der introducerede linggymnastiken i Danmark.
Högström var fosterbarn til rektor Lars August Wadner. Hun gik på den svenske Gymnastik- och idrottshögskolan (GCI) 1881-1883 og tog eksamen i 1883 og blev assistent i sjukgymnastik, der i 1883-1886. Hun var en gymnastikinstruktør på Vallekilde Højskole og Askov Højskole i Danmark i 1884-1886. I 1889-1895 var hun idrætslærer på Preparandskolan i Stockholm, før hun vendte tilbage til GCI, hvor hun blev instruktør i frisk- og sjukgymnastik i 1895-1923 og hun arbejdede samtidig på Statens normalskola og Högre lärarinneseminariet.